# لودویگسبورگ
شهر لودویگزبورگ (به آلمانی: Ludwigsburg) در ایالت بادن-وورتمبرگ در کشور آلمان واقع شده‌است.